# Epaminondas Castelo Branco
Epaminondas Castelo Branco (Buriti dos Lopes, 11 de julho de 1882 – Parnaíba, 6 de julho de 1969) foi um político brasileiro, outrora deputado federal pelo Piauí.

## Dados biográficos
Filho de Epaminondas Demétrio Castelo Branco e Lina Josefina Pires de Sampaio. Eleito deputado estadual em 1928, conquistou um mandato de deputado federal dois anos depois, mas seu mandato foi interrompido pela Revolução de 1930. Diretor dos jornais A Ordem, O Dia e A Tribuna, retomou a vida pública após o Estado Novo. Eleito deputado estadual pelo PSD em 1947, presidiu a Assembleia Legislativa do Piauí e a Assembleia Estadual Constituinte que, em 22 de agosto do referido ano, promulgou a Carta Magna piauiense. Reelegeu-se deputado estadual em 1950 e 1954.
Seu filho, José Hamilton Furtado Castelo Branco, elegeu-se prefeito de Parnaíba em 1992, 2004 e 2008.